# Robert Wehage
Robert Jens Wehage (11. november 1900 i Middelfart – ?) var en dansk arkitekt og modstandsmand.
Wehage var arkitekt og var embedsmand i Gentofte Kommune. I 1935 opførte han eget hus på Hans Jensens Vej 44. Under besættelsen boede Wehage, hustruen Dagmar og deres børn i villaen. 
Wehage, som officielt indtrådte i modstandsbevægelsen 15. december 1943 (Stabskompagniet, afdeling II), hjalp ved flere lejligheder modstandsbevægelsen med vigtige oplysninger om bygninger i Gentofte Kommune, som arkitekten skaffede fra arkiverne. Således var det ham, som forsynede BOPA med planerne over fabrikken Torotor i Ordrup, som effektivt blev saboteret 2. januar 1945. Desuden udførte han hemmeligt tegninger af de tyske forsvarsanlæg, Atlantvolden, på Jyllands vestkyst.
Fra april 1944 husede parret Wehage på 1.sal i gæsteværelset frihedskæmperne Lone Mogensen og Lucian Maslocha (af naboer og bekendte kendt som hr. og fru Møller), som blev hemmeligt gift nytårsnat 1944. Den 3. januar 1945 blev huset omringet af Gestapo- og HIPO-folk anført af Untersturmführer Biegler, som opdagede det illegale par på 1. sal. Lucian Maslocha affyrede sin revolver, men både han og hustruen blev skudt af Biegler.
Robert Wehage blev derpå lagt i håndjern og mishandlet. 8. januar 1945 blev Wehage formelt anholdt, afhørt i Shellhuset og 16. marts samme år overført til Frøslevlejren, hvor han sad indtil befrielsen (løsladt 7. maj). Hans hustru og børn flyttede efter et stykke tid ind til familie på Østerbro, og senere blev den ubeboede villa udsat for indbrud.
I august 1945 søgte Robert Wehage om erstatning for stjålet indbo. Over halvdelen af erstatningen videregav han til Lone Maslochas mor, Louise Mogensen på P.G. Ramms Allé 25 på Frederiksberg.